# Club Atlético Liniers
El Club Atlético Liniers, también conocido como Liniers de Bahía Blanca o simplemente Liniers, es un club deportivo argentino ubicado en Bahía Blanca, Provincia de Buenos Aires, (en el centro-este de la República Argentina) fundado el 8 de octubre de 1908. Su principal actividad es el fútbol en donde actualmente disputa el Torneo Regional Federal Amateur.
Durante su historia, el club se ha destacado en el básquet, en donde se consagró en un total de 10 ocasiones en la Primera División de la Asociación Bahiense de Básquetbol, siendo el tercer equipo con más campeonatos ganados de esta competencia. Disputa sus partidos de local en el Estadio Hernán Sagasti, que cuenta con una capacidad de 1000 espectadores.
Con el Sóftbol el Club representa a Bahía Blanca en el Campeonato Nacional de Clubes de Sóftbol Argentino. Consiguió arribar por primera vez a la máxima categoría en el año 2022 al consagrarse en el segundo ascenso de la Segunda Categoría. Hace de local en el Estadio "Beto" Pelizario desde el 10 de noviembre de 2018.
Sin embargo el fútbol es la principal actividad del Club. Liniers fue campeón 20 veces de la Liga del Sur, —solo superado por Olimpo con 28—, siendo este el torneo regional más antiguo de la República Argentina. A nivel Nacional logró tres títulos, uno de ellos en la Quinta categoría del fútbol argentino (Torneo del Interior 2007) y los dos restantes en la Cuarta categoría del fútbol argentino (Torneo Argentino B 1999-00 y Torneo Regional Federal Amateur 2021-22). El equipo juega de local en el Estadio Dr. Alejandro Pérez, desde 1926 y cuenta con una capacidad para 12000 espectadores.
Además de estos tres deportes, el Club Liniers cuenta con otras disciplinas como: Fútbol Femenino, Natación, Vóley, Futsal, Patín, Tenis, Boxeo y Karate.
El color que lo identifica es el blanco con franjas negras, con los cuales fueron diseñados el escudo y la casaca deportiva, en homenaje al Club Estudiantes de Caseros.
Su clásico rival es el Club Olimpo, de la misma ciudad, con el cual protagoniza el clásico del centro.
También mantiene una rivalidad con Bella Vista de la misma ciudad.

## Historia

### Inicios
El Club Liniers fue fundado el 8 de octubre de 1908 por los siguientes deportistas: Santiago Medina, Alejandro Young, Arturo Turra, Abelardo Cortalezzi, Orfelio Cejas del Carril, Rafael Del Valle, Alfredo Allegretti, Domingo Chodie, Jesús Fungueriño, Roberto Delrrieux, Juan Delrrieux y Roberto Campbell.
Fueron considerados fundadores por una Asamblea en el año 1909, José y Plácido Martínez.
La primera Comisión Directiva estuvo integrada por: Presidente: Santiago Medina, Vicepresidente: Alejandro Young, Secretario: Alfredo Cejas del Carril, Prosecretario: Arturo Turra, Tesorero: Abelardo Cortalezzi, Protesorero: Alfredo Allegretti, Primer vocal: Domingo Chodie y Segundo vocal: Rafael Del Valle.
La fundación del Club se produjo luego de una reunión, ese 8 de octubre de 1908 en la calle Saavedra 212, domicilio particular del Sr. Abelardo Cortalezzi.
Arturo Turra propone que la nueva institución se llame Football Club Liniers en homenaje al héroe de la defensa de Buenos Aires. Dicha moción es votada por unanimidad y queda así determinado el nombre de la nueva institución deportiva.
Jesús Fungueriño propone los colores blanco y negro para su camiseta en homenaje al Club Atlético Estudiantes, ya tradicional en el ambiente futbolístico argentino, lo que también es aceptado tras una corta discusión.
En esa misma reunión fundacional, se decide que el nuevo Club se dedique especialmente a la práctica del fútbol y que se afilie a la Liga del Sur para jugar oficialmente en primera división y se designa una comisión que sería la encargada de conseguir una cancha para la práctica de fútbol. La entidad recientemente conformada comenzó a desarrollar labores en los terrenos ubicados en Donado y Chile.
En 1912 la institución adquirió el nombre que conserva hasta la actualidad: Club Atlético Liniers. Cuatro años después obtuvo su primer título oficial en la Liga del Sur.

### Trayectoria
Desde entonces y hasta 1997 consiguió 8 campeonatos más. Ese mismo año se consagra nuevamente campeón y disputa el Torneo Argentino B de fútbol temporada Torneo Argentino B 1997/98. Tras una gran participación en ese certamen, logra acceder al Pentagonal junto a Barraca de Paso de los Libres y 3 equipos del Argentino A para ascender a Nacional B. Tras terminar cuarto queda afuera también del ascenso al Argentino A. Finalmente, el Consejo Federal le dio otra oportunidad a Liniers para subir a la Tercera categoría del Fútbol Argentino. Jugó una final frente a Concepción Fútbol Club en cancha neutral (Río Cuarto). Tras empatar 2 a 2 en los noventa minutos, el equipo tucumano lo derrotó 3 a 2 por penales y se quedó con el ascenso.
En 1999 vuelve a participar del Torneo Argentino B. Obtiene el segundo lugar, después de Chacras de Coria (Mendoza), y en consecuencia asciende al Argentino A a mediados de 2000. No obstante, en el 2001, luego de salir último en su grupo, sufre la relegación al Argentino B nuevamente.
Con la creación del Torneo Argentino C (después denominado Torneo del Interior), Liniers obtuvo una oportunidad para participar de la temporada 2006/07. Consigue el campeonato, y asciende a la cuarta categoría del fútbol argentino.
En el año 2015 disputó un partido histórico para el club jugando por primera vez la Copa Argentina contra uno de los denominados Cinco grandes del fútbol argentino el Club Atlético River Plate con el que perdió 2 a 0, llevando una cifra de más de 2500 hinchas hasta la Provincia de Formosa.
En 2022 asciende al Federal A luego de ser primero en la zona 2 de la etapa clasificatoria, ganando 3 partidos y empatando 1, convirtiendo 6 goles a favor y 3 goles en contra. Venció en segunda ronda a Huracán de Tres Arroyos, empatando 0 a 0 de visitante y venciéndolo 4 a 0 de local. En tercera ronda se enfrentó a Independiente de San Cayetano, perdiendo 2 a 1 de visitante y logrando revertir el resultado ganando 5 a 0 de local. En la final por la Región Bonaerense Pampeana Sur, se enfrentó a Ferro Carril Sud, empatando 0 a 0 el primer partido de local y ganando el partido de vuelta 1 a 0. 
En la etapa final, se enfrentó contra Jorge Newbery de Comodoro Rivadavia, en un partido único en cancha neutral donde Liniers vencería por 2 tantos contra 0, retornando a la tercera categoría del fútbol argentino luego de 21 años.

## Instalaciones
En Avenida Alem 1089: predio de 2400 metros cuadrados.
- Estadio de fútbol "Dr. Alejandro Pérez".
- Natatorio cubierto olímpico climatizado y natatorio para niños.
- Gimnasio 1 Estadio de básquet "Hernán Sagasti".
- Gimnasio 2 Parabólico de 20x45 metros. Usos múltiples.
- Gimnasio 3 de 20x45 metros alfombrado para fútbol 5.
- Gimnasio 4 de pesas.
- 4 canchas de tenis piso rápidas.
- 5 vestuarios de distintas disciplinas.
- Cantinas.
- Salón Social de 780 metros cuadrados "Pocho Severini".
- Secretaría.

En Florida 3000; Complejo "Oscar Zibecchi": predio de 26 hectáreas.
- 14 canchas de fútbol.
- Estadio 1 "Don José Castelli".
- Estadio 2 "Don José Bilbao".
- Cancha de hockey.
- Cancha de rugby.
- Cancha de sóftbol.

## Uniforme
- Uniforme titular: Camiseta blanca y negra, pantalón blanco, medias blancas.
- Uniforme visitante: Camiseta blanca, pantalón blanco, medias blancas.
- Uniforme alternativo: Camiseta negra y gris, pantalón negro, medias negras.

### Indumentaria y Patrocinador
| Período       | Proveedor      |
| ------------- | -------------- |
| 1980          | Uribarri       |
| 1981-1982     | Le Coq Sportif |
| 1983-1989     | Uribarri       |
| 1990-1993     | Uhlsport       |
| 1994-1998     | Reusch         |
| 1998-2000     | Puma           |
| 2000-2003     | Kalong         |
| 2003-2006     | Balompié       |
| 2006-2014     | Ultra          |
| 2014-2017     | Mitre          |
| 2017-presente | Ultra          |

| Período       | Patrocinador                              |
| ------------- | ----------------------------------------- |
| 1980-1981     | Prat Deportes                             |
| 1982-1983     | Restaurante Víctor                        |
| 1984-1985     | Valbazen                                  |
| 1986-1987     | Bahía Automotores                         |
| 1988-1989     | Fideos Manera                             |
| 1990-1991     | Transporte Techera                        |
| 1992-1993     | Texaco                                    |
| 1994          | Coca-Cola                                 |
| 1995          | Codimat/ Ford Volwar                      |
| 1996          | Coca-Cola/ Codimat/ Ford Volwar           |
| 1997-2004     | Seat Gelardi                              |
| 2004-2006     | La Fotto                                  |
| 2006-2008     | Ferreira/La Fotto                         |
| 2008-2010     | Ferreira/Los Cuñados                      |
| 2010-2012     | Ferreira/Expreso Pavlov                   |
| 2012-2014     | Ferreira/Bahía Visión Color               |
| 2014-2017     | Ferreira/Droguería Sur/Bahía Visión Color |
| 2017-2019     | Ferreira/Cerra y Moro/Bahía Visión Color  |
| 2019-2022     | Ferreira/Aceros Dahir/Tenaris             |
| 2023-presente | Ferreira/Aceros Dahir/Álvarez Neumáticos  |

## Infraestructura

### Primeros estadios
Liniers, entre 1908 y 1909, buscó distintos baldíos para jugar al fútbol. 
Su primer Estadio estuvo situado en  Allende y Napostá,  pero una vez le robaron los arcos y Medina propuso alquilar un terreno que había muy cerca del Mercado Victoria en la calle Tierra del Fuego.
Luego se muda a Donado y Chile. Allí compitió desde 1911 a 1925 en la Liga del Sur donde consiguió dos títulos, en 1916 y 1919.

### Estadio actual
En 1926, el vicepresidente Alejandro Pérez junto a Eloy de Robles, firman las escrituras del actual terreno ubicado en Avenida Alem al 1089 por ausencia del Presidente Arturo Turra.
En 1931, llegaría a la Presidencia Alejandro Pérez, donde ese mismo año inauguraría la tribuna oficial, costosa para la época, y para que ello ocurriera, su esposa debió entregar un terreno que tenía a su nombre por 25 000 pesos.
El 9 de julio de 1976, se inauguran las tribunas de cemento. 
Para dicha ocasión, se disputó un partido entre el seleccionado de la Liga del Sur y Talleres de Córdoba con un resultado a favor del seleccionado por 3 tantos contra 2.
En 1978, año del 70 aniversario del Club, se impone al Estadio el nombre de Dr. Alejandro Pérez, en homenaje al Presidente que estuvo en el cargo entre 1931 y 1958 con 6 títulos obtenidos en la Liga del Sur.
En el año 1980, fue inaugurada la iluminación artificial del estadio, con un partido entre la Selección sub-20 y la Selección de fútbol de la Unión Soviética.
En 2018, Lautaro Martínez, delantero surgido en las inferiores, le ingresa al Club una suma cercana a los 3 millones de dólares por la venta de Racing al Inter. El Presidente Carlos Pablo decide hacer la mayor cantidad de obras en el Club para no perder dinero al momento de convertirlo a pesos. Se pintó el Estadio por dentro y por fuera, se instaló un sistema de riego, se cambió todo el alambrado perimetral, se mejoró el campo de juego y se construyeron nuevas cabinas y baños. 
En 2021, se remplazan los antiguos reflectores halógenos por 192 reflectores led distribuidos en las cuatro torres de las esquinas de la cancha.
Las antiguas columnas de iluminación contaban con ocho reflectores halógenos cada una, que daban una iluminación de alrededor de 60/70 lux, con este nuevo sistema lumínico, el campo de juego pasó a tener 450/460 Lux, como consecuencia de los 48 reflectores de led por columna.

## Presidentes
| N.° | Presidente            | Mandatos      |
| --- | --------------------- | ------------- |
| 1.º | Santiago Medina       | 1911 - 1915   |
| 2.º | Luis Bellando         | 1916 - 1920   |
| 3.º | Arturo Turra          | 1921 - 1925   |
| 4.º | Santiago Medina       | 1926 - 1927   |
| 5.º | Armando Antonietti    | 1928 - 1931   |
| 6.º | Alejandro Pérez       | 1931 - 1958   |
| 7.º | Héctor Pedro Castelli | 1958 - ¿?     |
| ?.º | Orlando Videla        | 2010 - 2014   |
| ?.º | Mariano Petrelli      | 2014 - 2016   |
| ?.º | Carlos Pablo          | 2016 - 2025   |
| ?.º | Pedro Peñalva         | 2025-presente |

## Organigrama deportivo

### Plantilla 2023
- Los números de los jugadores no son fijos ya que en el Torneo Federal A las camisetas de los titulares van de la 1 a la 11, y las de los suplentes de la 12 a la 18.

## Datos del club
Total de temporadas en AFA: 22
- Temporadas en Primera División: 0
- Temporadas en Segunda División: 0
- Temporadas en Tercera División: 4
  - Torneo del Interior: 1 (1994/95).
  - Torneo Argentino A: 1 (2000-01)
  - Torneo Federal A: 2 (2022 - 2023)
  - Mejor ubicación en Tercera División: Segunda etapa (1994/95)
  - Peor ubicación en Tercera División: 18.º (2000/01)
  - Ubicación en la tabla histórica de Tercera División: 89.º
    - Partidos disputados: 109.
    - Partidos ganados: 27.
    - Partidos empatados: 31.
    - Partidos perdidos: 51.
    - Puntos sumados: 113.

  - Goles en Tercera División:
    - Goles a favor: 110.
    - Goles en contra: 155.
    - Diferencia de gol: -45.

  - Máxima goleada a favor en Tercera División: Liniers 3-0 Bartolomé Mitre (1994/95) 
 Liniers 3-0 Villa Mitre (1994/95)
  - Máxima goleada en contra en Tercera División: Liniers 1-6 Cultural Argentino (2000/01)
- Temporadas en Cuarta División: 16
  - Torneo Argentino B: 10 (1996/97 - 1997/98, 1999/00, 2007/08 - 2013-14)
  - Torneo Federal B: 2 (2015, 2017)
  - Torneo Regional Federal Amateur: 4 (2019 - 2021-22)
  - Mejor ubicación en Cuarta División: 1.º (1999/00, 2021-22)
  - Peor ubicación en Cuarta División: Primera fase
    - Partidos disputados: 337.
    - Partidos ganados: 159.
    - Partidos empatados: 88.
    - Partidos perdidos: 90.
    - Puntos sumados: 565.

  - Goles en Cuarta División:
    - Goles a favor: 529.
    - Goles en contra: 362.
    - Diferencia de gol: +167.

  - Máxima goleada a favor en Cuarta División: Liniers 7-0 Sarmiento (1999/00)
- Temporadas en Quinta División: 2
  - Torneo del Interior: 2  (2006 - 2007)
  - Mejor ubicación en Quinta División: 1° (2007)
  - Peor ubicación en Quinta División: Segunda fase (2006)
    - Partidos disputados: 24.
    - Partidos ganados: 13.
    - Partidos empatados: 8.
    - Partidos perdidos: 3.
    - Puntos sumados: 72.

  - Goles en Tercera División:
    - Goles a favor: 42.
    - Goles en contra: 19.
    - Diferencia de gol: +23.

  - Máxima goleada a favor en Quinta División: Liniers 6-1 Maronese (2007)

### Copas nacionales
- Participaciones en Copas Nacionales: 1.
- Ediciones disputadas de la Copa Argentina: 1 (2014-15).
  - Mejor puesto en Copa Argentina: Teintaidosavos de final (2014-15).
  - Peor puesto en Copa Argentina: Treintaidosavos de final (2014/15).
    - Partidos disputados: 5.
    - Partidos ganados: 2.
    - Partidos empatados: 2.
    - Partidos perdidos: 1.

  - Goles en Copa Argentina:
    - Goles a favor: 4.
    - Goles en contra: 3.
    - Diferencia de gol: +1.

  - Máxima goleada a favor en Copa Argentina: Liniers 2-0 CAI (2014-15)
  - Máxima goleada en contra en Copa Argentina: Liniers 0-2 River Plate (2014-15)

### Jugadores con más partidos en la historia
- Adrián Echeverría: 748 partidos.
- Julio Daniel Acosta: 600 partidos.
- Santiago Lagrimal: 590 partidos.
- Sergio Olea: 443 partidos.
- Mauro Martínez: 433 partidos.
- Lucas Partal: 433 partidos.

### Jugadores con más goles en la historia
- Silvio Mosegui: 725 goles.
- Mateo Pressel: 274 goles.
- Matias (tripo) Alvarez: 135 goles.
- Gonzalo (flon, pc) Domina: 109 goles.
- Santiago Skliar: 3 goles.

### Ascensos y descensos
- 1994/95 - Ascenso al Torneo del Interior.
- 1995 - Descenso a liga de origen (Liga del Sur).
- 1996/97 - Ascenso al Torneo Argentino B.
- 1998/99 - Descenso a liga de origen (Liga del Sur).
- 1998/99 - Ascenso al Torneo Argentino B.
- 1999/00 - Ascenso al Torneo Argentino A.
- 2000-01 - Descenso a liga de origen (Liga del Sur).
- 2006 - Ascenso al Torneo del Interior.
- 2007 - Ascenso al Torneo Argentino B.
- 2016 - Descenso a liga de origen (Liga del Sur).
- 2017 - Ascenso al Torneo Federal B.
- 2018 - Descenso a liga de origen (Liga del Sur).
- 2019 - Ascenso al Torneo Regional Federal Amateur.
- 2021/22 - Ascenso al Torneo Federal A.
- 2023 - Descenso al Torneo Regional Federal Amateur.

## Participaciones oficiales
| Campeonatos Nacionales                  | Campeonatos Nacionales | Campeonatos Nacionales | Campeonatos Nacionales | Campeonatos Nacionales | Campeonatos Nacionales | Campeonatos Nacionales | Campeonatos Nacionales | Campeonatos Nacionales |
| Competencia                             |                        |                        |                        |                        |                        |                        |                        |                        |
| Competencia                             | Posición               | PJ                     | PG                     | PE                     | PP                     | GF                     | GC                     | Dif                    |
| --------------------------------------- | ---------------------- | ---------------------- | ---------------------- | ---------------------- | ---------------------- | ---------------------- | ---------------------- | ---------------------- |
| Torneo del Interior 1994/95             | Segunda etapa          | 29                     | 10                     | 10                     | 9                      | 41                     | 39                     | +2                     |
| Torneo Argentino B 1996/97              | Primera fase           | 4                      | 1                      | 1                      | 2                      | 4                      | 8                      | -4                     |
| Torneo Argentino B 1997/98              | Subcampeón             | 23                     | 14                     | 6                      | 3                      | 47                     | 31                     | +16                    |
| Torneo Argentino B 1999/00              | Campeón                | 30                     | 17                     | 5                      | 8                      | 65                     | 25                     | +40                    |
| Torneo Argentino A 2000/01              | Descenso               | 16                     | 3                      | 4                      | 9                      | 18                     | 30                     | -12                    |
| Torneo del Interior 2006                | Segunda fase           | 8                      | 3                      | 3                      | 2                      | 14                     | 12                     | +2                     |
| Torneo del Interior 2007                | Campeón                | 14                     | 9                      | 4                      | 1                      | 31                     | 14                     | +17                    |
| Torneo Argentino B 2007/08              | Primera fase           | 28                     | 14                     | 6                      | 8                      | 42                     | 33                     | +9                     |
| Torneo Argentino B 2008/09              | Primera fase           | 24                     | 9                      | 6                      | 9                      | 34                     | 29                     | +5                     |
| Torneo Argentino B 2009/10              | Primera fase           | 14                     | 5                      | 5                      | 4                      | 17                     | 12                     | +5                     |
| Torneo Argentino B 2010/11              | Segunda fase           | 30                     | 12                     | 8                      | 10                     | 46                     | 44                     | +2                     |
| Torneo Argentino B 2011/12              | Primera fase           | 28                     | 9                      | 13                     | 6                      | 39                     | 29                     | +10                    |
| Torneo Argentino B 2012/13              | Segunda fase           | 32                     | 17                     | 8                      | 7                      | 40                     | 21                     | +19                    |
| Torneo Argentino B 2013/14              | Primera fase           | 16                     | 8                      | 5                      | 3                      | 31                     | 23                     | +8                     |
| Torneo Federal B 2014                   | Primera fase           | 12                     | 6                      | 1                      | 5                      | 22                     | 14                     | +8                     |
| Torneo Federal B 2015                   | Tercera fase           | 30                     | 17                     | 7                      | 6                      | 42                     | 22                     | +20                    |
| Torneo Federal B 2017                   | Primera fase           | 18                     | 5                      | 5                      | 8                      | 21                     | 25                     | -4                     |
| Torneo Regional Federal Amateur 2019    | Primera fase           | 12                     | 6                      | 3                      | 3                      | 20                     | 13                     | +7                     |
| Torneo Regional Federal Amateur 2019    | Primera fase           | 12                     | 6                      | 3                      | 3                      | 20                     | 13                     | +7                     |
| Torneo Regional Federal Amateur 2020    | Segunda ronda          | 7                      | 4                      | 1                      | 2                      | 12                     | 9                      | +3                     |
| Torneo Regional Federal Amateur 2021    | Primera ronda          | 6                      | 2                      | 2                      | 2                      | 8                      | 6                      | +2                     |
| Torneo Regional Federal Amateur 2021-22 | Campeón                | 11                     | 7                      | 3                      | 1                      | 19                     | 5                      | +14                    |
| Torneo Federal A 2022                   | Etapa clasificatoria   | 32                     | 8                      | 12                     | 12                     | 34                     | 44                     | -10                    |
| Torneo Federal A 2023                   | En desarrollo          | 32                     | 6                      | 6                      | 20                     | 18                     | 42                     | -24                    |
| Total                                   |                        | 469                    | 198                    | 130                    | 144                    | 686                    | 545                    | +141                   |

     Campeón.
     Subcampeón.
     Ascenso.
     Descenso.

### Copas Nacionales
| Copa Argentina         | Copa Argentina           | Copa Argentina | Copa Argentina | Copa Argentina | Copa Argentina | Copa Argentina | Copa Argentina | Copa Argentina |
| Edición                | Ronda                    | PJ             | PG             | PE             | PP             | GF             | GC             | Dif            |
| ---------------------- | ------------------------ | -------------- | -------------- | -------------- | -------------- | -------------- | -------------- | -------------- |
| Copa Argentina 2014/15 | Treintaidosavos de final | 5              | 2              | 2              | 1              | 4              | 3              | +1             |
| Total                  |                          | 5              | 2              | 2              | 1              | 4              | 3              | +1             |

### Total de partidos oficiales
- Actualizado hasta el 14 de octubre de 2023.

| Competición      | PJ  | PG  | PE  | PP  | GF  | GC  | Dif  | Mejor resultado          |
| ---------------- | --- | --- | --- | --- | --- | --- | ---- | ------------------------ |
| Tercera División | 109 | 27  | 31  | 51  | 110 | 155 | -45  | Segunda fase             |
| Cuarta División  | 337 | 159 | 88  | 90  | 529 | 362 | +167 | Campeón                  |
| Quinta División  | 22  | 12  | 7   | 3   | 45  | 26  | +19  | Campeón                  |
| Copa Argentina   | 5   | 2   | 2   | 1   | 4   | 3   | +1   | Treintaidosavos de final |
| Total            | 473 | 200 | 128 | 145 | 689 | 545 | +144 | 3 títulos                |

## Palmarés
| Torneos Nacionales                    | Torneos Nacionales | Torneos Nacionales |
| Competición                           | Títulos | Subcampeonatos     |
| Cuarta División                       | Cuarta División | Cuarta División    |
| ------------------------------------- | --- | ------------------ |
| Argentino B (1/1)                     | 1999-00 | 1997/98            |
| Torneo Regional Federal Amateur (1/0) | 2021-22 |                    |
| Quinta División                       | |                    |
| Argentino C (1/0)                     | 2007 |                    |
| Torneos Regionales                    | |                    |
| Competición                           | Títulos | Subcampeonatos     |
| Liga del Sur (20)                     | 1916, 1919, 1932, 1933, 1934, 1938, 1942, 1948, 1996, 1997, 2005, 2006, 2007, 2011, 2012, Apertura 2015, Apertura 2017, Clausura 2019, 2021 y Clausura 2022 | Se desconoce.      |

## Otras actividades
- Basquetbol
- Futbol Femenino
- Softbol
- Natación
- Vóley
- Futsal
- Patín
- Tenis
- Boxeo
- Karate

A fines de 1990 y principios del 2000, Liniers fue uno de los mejores elencos en mayores masculinos. Allí, primero dirigido por Marcelo Blanco y luego por María de los Ángeles Loyola acumuló al menos cuatro títulos locales (Apertura y Oficial 1999, Oficial 2000 y Oficial 2006) y participaron en diversos certámenes provinciales. También obtuvo cetros en Sub-17, Sub-19 y Sub-21.
Actualmente, el vóleibol albinegro es una potencia a nivel local en la rama femenina tras obtener el tricampeonato con una base de jugadoras a cargo de Amílcar López (Oficial 2014/2015 y Apertura 2015).
El primer cetro fue obtenido en 2014, tras tres finales perdidas a mano de Olimpo, supo vengarse de un elenco aurinegro que tenía en sus filas a la Pantera, Clarisa Sagardía. El elenco de la avenida Alem revirtió una desventaja de 1-0 en la serie final y se impuso por 3-0 en el tercer y decisivo cotejo.
En 2015, las albinegras también debieron llegar a un tercer y definitorio encuentro en las series finales ante Tiro Federal (Apertura) y Estrella (Clausura).
En 2016, las ahora dirigidas por Claudio Rodríguez, con variantes en el plantel, obtuvieron dos subcampeonatos en la Asociación Bahiense (ABV) y se subieron al último lugar del podio en el Torneo Provincial de Clubes (TPC), desarrollado en Mar del Plata. 
De esta manera, las Chivas suman 8 (ocho) finales consecutivas en la máxima categoría femenina.
Durante el 2016, Liniers acumuló en mayores femenino 29 triunfos y 8 derrotas (todas ante el bicampeón local Olimpo ---con la base del equipo que obtuvo el histórico subcampeonato nacional de Sub-17-, que se impuso en las series finales por 2-0 en el torneo Apertura --3-2 y 3-1-- y 3-0 en el torneo Oficial --3-2, 3-0 y 3-1--, respectivamente).
Actualmente, cuenta con las siguientes categorías competitivas: Escuelita, Sub-13 femenino, Sub-17 femenino, Sub-19 femenino, mayores femenino, maxi femenino y maxi masculino. Todos sus equipos intervienen en los torneos que organiza la ABV, bajo la supervisión de la Federación del Vóleibol Argentino, FeVA.
En 2021, Liniers hizo historia al disputar la Liga Nacional Masculina en Villa María, consagrarse campeón de primera división y de todas las demás categorías masculinas, y clasificar a la Liga Federal femenina tras subirse al podio en el Provincial de Olavarría. Además, disputó las finales locales de esa categoría, Sub-16, Sub-18 y Sub-21.